# Simon Shelton
Simon Shelton, (13 januar 1966 i Shepherd's Bush i London - 17 januar 2018 i Liverpool i England) også kendt som Simon Barnes var en engelsk skuespiller. Han er bedst kendt for at spille den Lilla Teletubby Tinky Winky fra Teletubbies. I 2018 døde Simon af hypotermi.